# Purperkraagkolibrie
De purperkraagkolibrie (Myrtis fanny) is een vogel uit de familie Trochilidae (kolibries). De soort werd in 1838 door de Franse vogelkundige René-Primevère Lesson geldig beschreven en als Ornismya Fanny vernoemd naar de echtgenote van een collega vogelkundige met een grote collectie kolibries, Victoire Françoise (Fanny) Rosalie Joséphine geb. Marsy (1796 - 1873).

## Verspreiding en leefgebied
Deze soort komt voor in Ecuador en Peru en telt twee ondersoorten:
- M. f. fanny: westelijk en zuidoostelijk Ecuador en westelijk Peru.
- M. f. megalura: noordelijk Peru.